# Tring Park
Der Tring Park ist ein großes Adelsgut nahe Tring in Hertfordshire, England.

## Geschichte

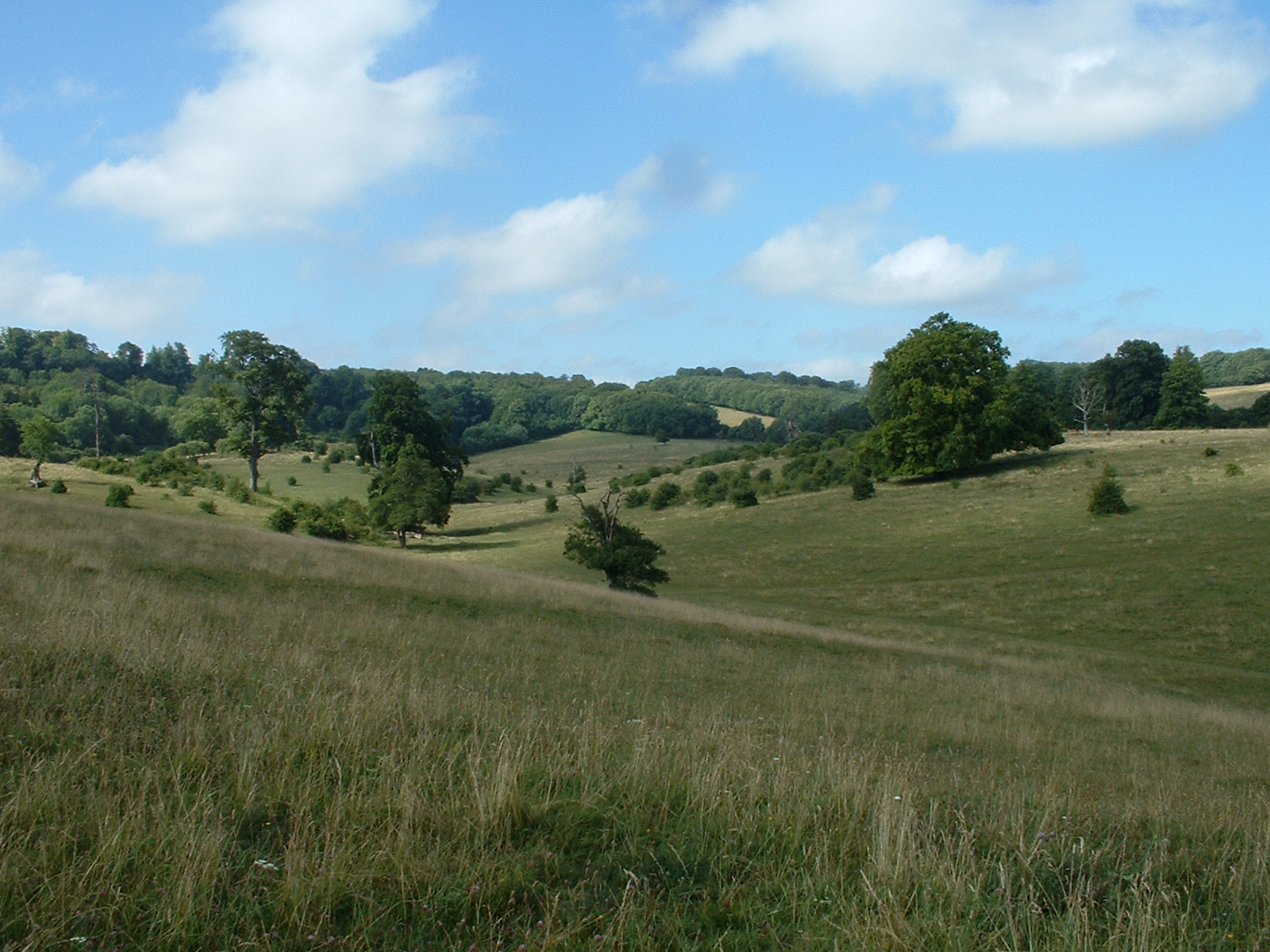
Tring Park aus südlicher Richtung gesehen

Die frühe Geschichte des Ortes ist nicht genau überliefert, obgleich das Gut in den Zeiten von Karl I. im Besitz der Krone war. Als Karl II. 1660 während der Stuart-Restauration den Thron bestieg, übertrug er das Anwesen seinem Kammerjunker Henry Guy. Guy ließ ein neues Herrenhaus, nach einem Entwurf des Architekten Christopher Wren, errichten. Kurz nachdem Wilhelm III. von Oranien und seine Frau Maria II. 1688 nach der Glorious Revolution den englischen Thron bestiegen, wurde Henry Guy in den Tower of London geworfen. 

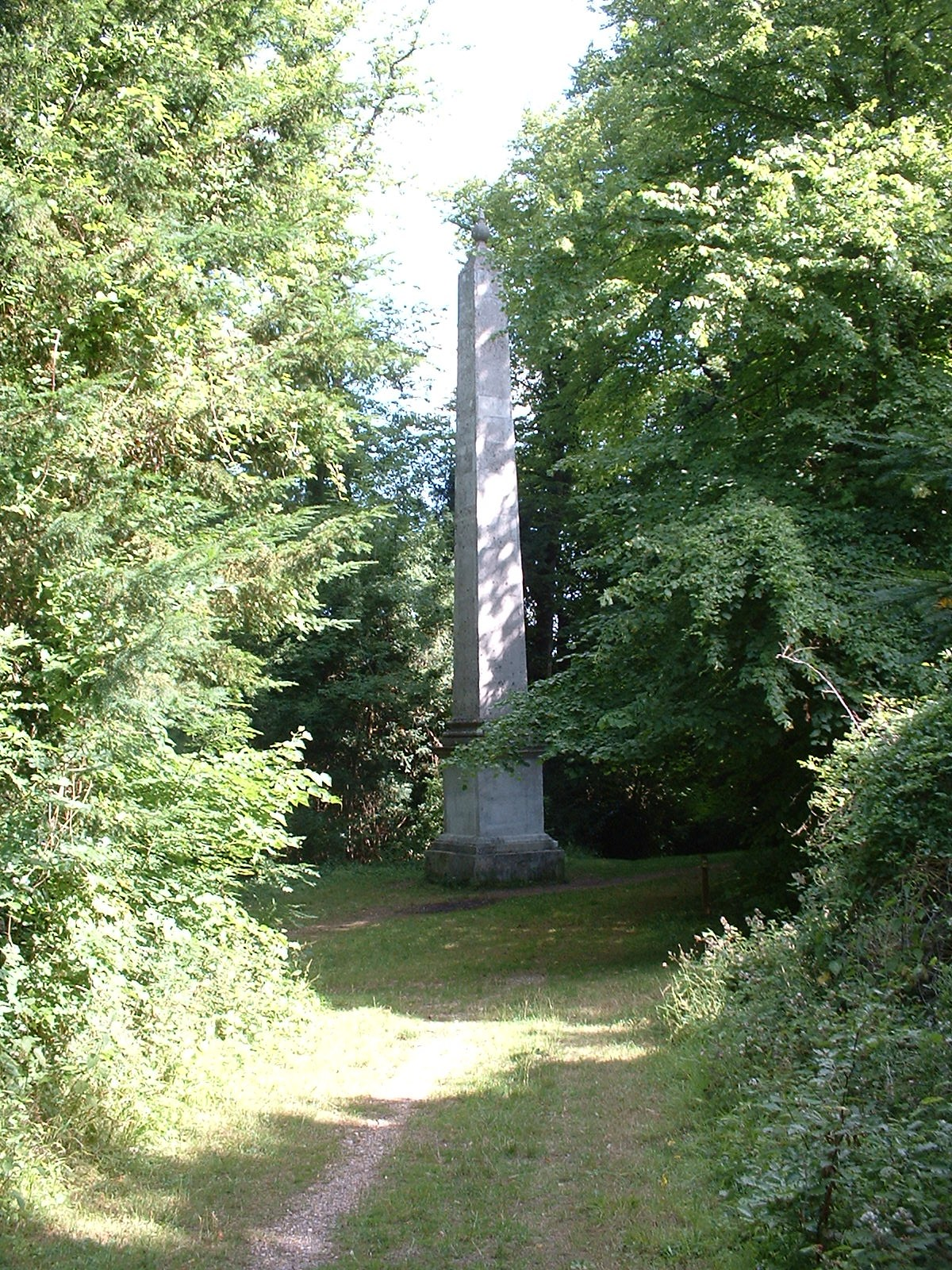
Obelisk im Tring Park

Das Anwesen wechselte mehrfach den Besitzer, bis es in den 1830er Jahren von Nathan Mayer Rothschild gepachtet wurde. Im Mai 1872 wurde es mit einer Fläche von 4.000 Morgen (16 km²) von Baron Lionel de Rothschild für £230.000 gekauft und diente fortan als Landresidenz der Familie Rothschild. Rothschild ließ das Herrenhaus erheblich vergrößern, um dort seine Gäste unterbringen zu können. George Devey gilt als der Architekt, der zwischen 1874 und 1878 den Tring Park veränderte und das Haus von Christopher Wren in ein französisches Château mit Mansarddach umgestaltet hat.
1889 wurde das Walter Rothschild Zoological Museum auf dem Anwesen errichtet, wo Walter Rothschild, 2. Baron Rothschild seine gewaltige Sammlung von ausgestopften Säugetieren, Vögeln, Reptilien und Insektenpräparaten unterbringen konnte. Es war ab 1892 für die Öffentlichkeit zugänglich und ist seit 1937 ein Teil des Natural History Museum.
Das von Nathan Mayer Rothschild gegründete Bankhaus N M Rothschild & Sons zog 1939 zu Beginn des Zweiten Weltkrieges in das Herrenhaus. Seit 1970 ist die Arts Educational School Eigentümer der Tring-Villa.
1975 wurde die Tring-Umgehungsstraße A41(M) eröffnet, die den Park in zwei Hälften teilte.

## Tring Park – Heute
Der heutige Tring Park ist Teil des ursprünglichen Anwesens südlich der Autobahn A41. Er ist ein öffentlich zugänglicher Platz, der sich im Eigentum der Dacorum-Bezirksverwaltung befindet und vom Woodland Trust verwaltet wird. Die Hälfte der 300 Morgen umfassenden Fläche sind hügelige Viehweiden. Im Süden und Osten des Parks befinden sich die bewaldeten Steilhänge der Chiltern Hills, wo noch heute die alten Kutschwege vorhanden sind. Einer von ihnen, der King's Ride bildet den Ridgeway National Trail. In diesem Teil des Parks stehen zwei Monumente: ein Obelisk, der örtlich als Nell Gwynn's Monument bekannt ist und ein Sommerhaus.